# أجدير بوفياضن (تزوراخت)
أجدير بوفياضن هو دُوَّار يقع بجماعة نكور، إقليم الحسيمة، جهة طنجة تطوان الحسيمة في المملكة المغربية. ينتمي الدوّار لمشيخة تزوراخت التي تضم 4 دواوير. يقدر عدد سكانه بـ 283 نسمة حسب الإحصاء الرسمي للسكان والسكنى لسنة 2004.

## وصلات خارجية
- البوابة الوطنية للجماعات الترابية
- المندوبية السامية للتخطيط